# Limnophila canifrons
Limnophila canifrons är en tvåvingeart som beskrevs av Edwards 1932. Limnophila canifrons ingår i släktet Limnophila och familjen småharkrankar. Inga underarter finns listade i Catalogue of Life.